# Лютеранская кирха (Могилёв)
Лютеранская кирха — бывшая лютеранская церковь в Могилёве, основанная в 1780 году и разрушенная в 1930 -х годах.

## История
В 1775 году в Полоцке и Могилеве возникли лютеранские общины немцев, были основаны лютеранские церкви  . Российская императрица Екатерина II, посетившая город в 1780 году, пожертвовала 500 рублей на строительство церкви. Согласно указу Екатерины II, для строительства церкви Георгий Конисский передал уцелевшие элементы православной Спасской церкви   . Приходская церковь располагалась напротив мужской гимназии . Деревянная, небольших размеров церковь по-немецки бережно содержалась, увитая плющом, летом она выглядела особенно живописно.
Церковь работала без перерыва до самой Октябрьской революции . До начала 1930-х годов церковь была закрыта, пока власти БССР, вероятно, в связи с возможным переносом столицы в Могилёв, не решили храм разрушить. В начале 1930-х годов церковь была разрушена.

## Смотреть также
- Немцы в Беларуси
- Лютеранская церковь в Минске
- Лютеранская церковь в Гродно
- Лютеранская церковь в Полоцке